# Strumigenys rugithorax
Strumigenys rugithorax is een mierensoort uit de onderfamilie van de Myrmicinae. De wetenschappelijke naam van de soort is voor het eerst geldig gepubliceerd in 1959 door Kempf.